# Franz Rezniak
Franz Rezniak (* 20. September 1895 in Unterröblingen; † nach 1950) war ein deutscher Politiker (Ost-CDU). Er war von 1946 bis 1950 Landtagsabgeordneter in Sachsen-Anhalt. 

## Leben
Rezniak war von Beruf Bergmann und gehörte dem Christlichen Bergarbeiterverband an. Er war während der Weimarer Republik  Mitglied der Zentrumspartei. Nach der Machtübernahme der Nationalsozialisten stand er unter Beobachtung. 1937 wurde er wegen Verächtlichmachung der Nationalsozialisten angeklagt, aber freigesprochen. Nach dem Zweiten Weltkrieg trat er der CDU bei.  Für diese wurde er bei Landtagswahl in der Provinz Sachsen in den Landtag gewählt; parallel dazu gehörte er der Gemeindevertretung von Oberröblingen und dem Kreistag des Mansfelder Seekreises an. Im Landtag gehörte er dem sozialpolitischen Ausschuss an.